# Cytisus podolicus
Cytisus podolicus là một loài thực vật có hoa trong họ Đậu. Loài này được Blocki miêu tả khoa học đầu tiên.